# مجلس شيوخ نيجيريا
مجلس شيوخ نيجيريا (بالإنجليزية: Senate of Nigeria)‏ هو الهيئة التشريعية في نيجيريا، ويتكون من 109 مقعداً، وتبلغ عدد دوائره الانتخابية 109 دائرة، وهو المجلس الأعلى في الجمعية الوطنية في نيجيريا.

## طالع أيضًا
- الجمعية الوطنية في نيجيريا